# Lasioglossum prominens
Lasioglossum prominens là một loài Hymenoptera trong họ Halictidae. Loài này được Cockerell mô tả khoa học năm 1937.